# بربرة (فلسطين)
بـَرْبـَرَة قرية فلسطينية بين غزة ويافا. كانت جزء من قضاء غزة حتّى طرد منها أهلها عام 1948.

## التسمية
وهـى كلمة آرامية تعني 'بدوى' فتعـود إلى زمن اللغة الآرامية في المنطقة (1400 ق.م).
و جاء في كتاب «الأنس الجليل بتاريخ القدس والخليل» لمؤلفه مجير الدين الحنبلي،
أن بربرة قرية من أعمال نيابة غزة سميت بذلك لارتفاعها وبعدها عن الطريق...

## التاريخ
نزلها من المغاربة وتوطن فيها العالم والمرشد العارف الكامل (الشيخ يوسف) واتخذ له فيها زاوية كبيرة صارت مسجداً وبه مزاره، وذلك في أوائل القرن الثامن الهجري.

## الموقع
تقع بربرة في الجزء الجنوبي من ساحل فلسطين على الطريق الرئيسي بيـن غـزة ويافا، على بعد خمسة كيلو مترات إلى الجنوب من المجدل، وحوالي 20 كيلو متراً إلى الشمال من غزة، وهي من قرى لواء غــزة، ترتفـع عن مستوى سطح البحر حوالي 50 متراً، وتتصـل بالمجـدل بالطريـق الرئيسي المعبد (طريق غزة – يافا).
تجاور بربرة وأراضيها الممتدة في كل اتجاه قرى: هربيا من الجنوب الغربي، وبيت جرجا من الجنوب الشرقي، وسمسم وبرير وبيت طيما وحليقات من الشرق، وقرية الجية (التي لا تبعد عن بربرة أكثر من كيلـومتريـن)، ونعليـا وخربة الخصاص والجورة من الشمال.
فهي تبعد عن البحر حوالي ثلاثة كيلومترات، وعند أطرافها الغربية تقع الكثبان الرملية الممتدة بمحاذاة البحر.

## سكّانها وعلاقتهم بالقرى المجاورة
ارتبط سكان قرية بربرة بالقرى المجاورة ارتباطاً وثيقاً إما بالمصاهـرة وإمـا بتبادل المنافـع في وجوه الحياة المختلفة، فقد تزوج كثير من شباب القريـة من القرى المجاورة كالجية وهربيا وخربة الخصاص ونعليـا والجـورة وبيت جرجـا والمجدل وزرنوقة، كما تزوج شباب من قرى مجاورة من فتيات من أهل القرية وسكان القرى المجاورة مما كان له أثر كبير في التواصل بينهم، لقد كان سوق المجدل هـو سوق أهل بربرة والذي يلتقي فيه أيضاً سكان القرى المجاورة وسكان بعض المدن الفلسطينية، والأسواق في العادة مجال للتعارف وتبادل المنافع والمصالح، فقد كان أهالي بربرة يسوقون منتجاتهم الزراعية والحيوانية في سـوق المجـدل وأسواق يافا وتل أبيب وغزة.
وقد نقل أهالي بربرة صناعة الغزل والنسيج عن أهالي المجدل، وقد سهـل هذا الاتصال والتواصل أواصر القربى بين آل حبرون في المجدل وآل صالحة فـي بربرة، وقد كان للأحداث الدامية في المواجهات مع الإسرائيليين أثر كبير في التقريب بين أهالي بربرة وسكان القرى المجاورة، فقد كان يُساعدون ويُنجدون بعضهم عند حدوث المعارك، ولعل معركة بربرة التي وقعت قبيل النكبة خيـر دليل على ذلك، فقد شارك في المعركة إلى جانب مناضلي بربرة عدد كبيـر مـن مناضلي القرى المجاورة، وبالتقائهم على صعيد واحد في هذه المعركـة تحقـق النصر للمناضلين وكبدوا العدو خسائر فادحة.
لقد تميزت بربرة بكثرة علمائها الأزهريين وغير الأزهريين، وكثيراً ما كان علماء ومشايخ القرى المجاورة يترددون على بربرة للقاء إخوانهم من مشايخها وعلمائها، والتحدث معهم في أمور دينهم ودنياهم، ومن عوامل تقوية الأواصر بين بربرة وجيرانها إنشاء مدرسة بها في مكان متوسط يسهل لأبناء القرى المجاورة الوصول إليها وخاصة من القرى التي لم يتيسر لها إنشاء مدارس بهـا، فكانـت مدرسـة بربرة تضم العديد من أبناء القرى والمدن الفلسطينية الشمالية والجنوبية.
- بلغ عدد سكان بربرة عام 1922م حوالي 1,369 نسمة، وبموجب إحصاء عام 1931م بلغ عدد سكان قرية بربرة 1,546 نسمة منهم 760 إناث و786 ذكور، وبلغ عددهم عام 1945م 2,410 نسمة وفي عام 1948 بلغ عدد السكان 2,796 نسمة، أما عددهم في عام 1998 فيُقدر بنحو 17,168 نسمة، وهم يُقيمون الآن في مدن وقرى ومخيمات قطاع غزة وفي الشتات.

## المساحة
بلغت مساحة أراضي بربرة قبل عام 1945 (13,978) دونماً، أما مساحة القرية فقد بلغت (70) دونماً و(400) دونماً للطرق والأودية والسكة الحديدية.
وقد ازدادت هذه المساحة حتى بلغت (23,500) دونماً عام 1948م، بعد إجراء التسوية التي قامت بها حكومة الانتداب، حيث شكلت لجنة لترسيم الأراضي، وقد قامت هذه اللجنة بضم أرض الرمال (العيون) إلى أراضي بربرة.
كانت القرية مستطيلة الشكل تحيط بها البساتين، أما الرمال الزاحفة من ساحل البحر فكان يصدها سياج من نبات الصبار وكروم العنب الذي يحيط البساتين التي تسمى «الحواكير»، وفي الشرق شجر الزيتون يحيط الأرض الزراعية بالقرية من جميع الجهات، ومعظم تربتها رملية باستثناء الأراضي الممتدة من الشرق من خط سكة الحديد حيث تسود التربة الرملية الطينية التي تصلح لزراعة الحبوب.

## الأوقاف
- جميع الأراضي الخاصة بالقرية، نصفها وقف على الحرمين الشريفين بمكة المكرمة والمدينة المنورة، والنصف الآخر وقف على زاوية «الشيخ يوسف» وهي جامع القرية، ثم ألحق بها مقدارها من الأراضي الأميرية.
- وقد جاء في وثيقة شرعية قديمة محفوظة بمستودع دفاتر وأوراق الأوقاف بالقدس الشريف مؤرخة في أواخر جمادى الأول سنة 984هـ، ذكر فيها أن الشيخ شهاب الدين أحمد بن الشيخ زين العابدين المتولي على وقف زاوية الشيخ «يوسف البربراوى» بموجب البراءة الشريفة «الخداونكارية» المخلدة بيده من مدة تزيد على عشر سنوات سابقة على تاريخه، وان الموقوف على الزاوية المذكورة نصف قرية بربرة، والنصف الثاني جارى في وقف الحرمين الشريفين «بمكة المكرمة والمدينة المنورة» ومقطوع على القرية المذكورة لجهة الوقفين المذكورين في كل سنة خمسة عشر ألف درهم عثماني بموجب الدفتر الخاقانى، وأن القرية المذكورة خرّبت سابقاً من قلة الأمطار والغلال ومن الجراد مدة سنة بعد سنة، ورحل أهل القرية المذكورة، وأخلوا مساكنهم وجلوا عن أوطانهم وتفرقوا في البلاد، وسكنوا بنواحي مصر والشام وساحل عكا ونابلس وغيرها، وتعذر أخذ المال المقطوع عليهم لجهة الوقفين المذكورين، واستمر ذلك أياماً كثيرة وأن المتولي جدّ واجتهد في عمارة القرية المذكورة، أعاد أهلها إليها. وتحصـيل المال المقطوع عليها وزيادة، ويشهـد بذلك الوثيقة الشرعية المبـرزة من يده المؤرخة في 18 مـن شهر ربيع الأول سنة 980هـ، وأنه متصـرف في وظيفـة التوليـة المذكورة بموجب البراءة المرقومة، وبعد التفتيش الشافي والتمحيص الكافي، أبقيت التولية بيد الشيخ شهاب الدين أحمد المذكور إبقائه شرعياً بموجب البراءة الشريفة ومنع من يعارضه تحريراً في 16 صفر سنة 985هـ. ثم تولى على هذا الوقف غير واحد من أهل القدس، ثم ضبط مع الأوقاف العمومية، واستبدل ذلك المقطوع بالعشر مع دفع الضريبة الأميرية بعد أن كان يؤخذ منها ربع النواتج، وصارت الحكومة تضمن جميع أراضي القرية الموقوف منها وهو نحو النصف على حدة، والأميرية على حدة بحضور مأمور الأوقاف، وهي تحصل مال العشر وبدل الالتزام وتحاسب الأوقاف على ما يخص هذا الوقف، وقد تقدمت القرية المذكورة وتحسنت وارداتها وصار بها دور وكروم كثيرة، واشتهر عنبها بالجودة وصار يسوق منها لبلاد أخرى.
- في القرية جامع قديم يضم في صحنه ضريح التقي الزاهد الشيخ يوسف البربراوي الملقب (أبو المحاسن) وهو من تلاميذ العالم أحمد بن داوود الملقب (الكبريت الأحمر) ويسمى بهذا اللقب لندرة وجود أمثاله في زمانه، وقد ذكر صاحب الأنس الجليل البربراوي بقوله «وقبره في بربرة ظاهر».

## التعليم
في بربرة مدرسة تأسست عام 1921، وفي عام 1947 صارت مدرسة ابتدائية كاملة بها 252 طالباً يعلمهم خمسة معلمين تدفع القرية رواتب ثلاثة منهم، وفي بربرة 380 رجلاً يلمون بالقراءة والكتابة ومنهم علامة ومشايخ وتعتبر بربرة إحدى قرى لواء غزة البالغة 54 قرية، منها 23 قرية توجد بها مدارس وهي واحدة من القرى التي مدارسها مكتملة الصفوف الثمانية الابتدائية حتى عام 1948 من أصل إحدى عشر قرية.